# 시몬 에피스코비우스
시몬 에피스코비우스(네덜란드어: Simon Episcopius, 1585년 12월 10일 ~ 1645년 11월 30일) 네덜란드의 신학자이며 항론파이며 1618년에 도르트 총회에서 중요한 역할을 하였다.
1600년에 레이던 대학교에 입학하여 야코부스 아르미니우스 밑에서 수학하였다. 도르트 총회에서 13명의 파견단 중 대표로 항론파의 신학을 주장하였으나 그들은 결국 쫓겨났다. 그 후 프랑스로 망명하여 항론파 고백서를 집필하였다.